# Desaplanar
Desaplanar (Unflattening, no original em inglês) é um romance gráfico de Nick Sousanis que foi a primeira dissertação da Universidade Columbia a ser apresentada em forma de quadrinhos. O livro foi publicado pela Harvard University Press em abril de 2015 e ganhou o Lynd Ward Graphic Novel Prize como livro do ano. Em 2018, a edição brasileira do livro (publicada pela editora Veneta no ano anterior), ganhou o 30º Troféu HQ Mix na categoria "melhor livro teórico".